# Hús-brenna

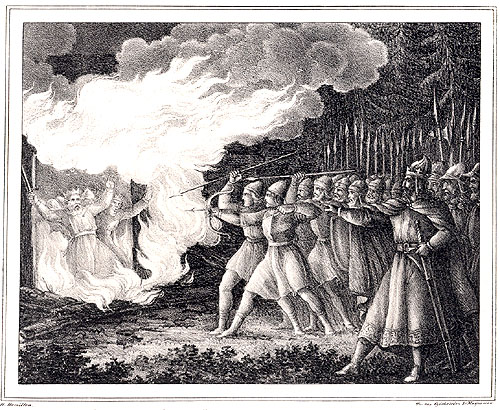
El infame Ingjald aplicó el «Hús-brenna» contra los reyes rivales durante el proceso de unificación de Suecia.

Hús-brenna (del nórdico antiguo: quemar la casa; también hús-bruni) fue una forma de tomarse la justicia de forma unilateral por medio del incendio intencionado hacia un rival, su familia y bienes durante conflictos políticos o vendettas con el único objetivo de asesinar en la Edad Media escandinava. Para cometer ese acto, un grupo de atacantes incendiarían la casa donde reside el oponente, a veces de forma abrupta apilando madera, arbustos y otros materiales combustibles en el exterior de una vivienda y le prendían fuego. Normalmente la partida rodeaba la casa para prevenir que nadie pudiera escapar, aunque las sagas nórdicas informan que no era extraño permitir a mujeres, ancianos y menores de edad pudiesen salir para salvar sus vidas.

## Islandia
En Islandia se encuentran la mayor parte de ejemplos por la conservación de manuscritos medievales. La ley islandesa, tal y como aparece en Grágás, cita que el hús-brenna podía ser penalizado con la muerte, únicamente si los pirómanos eran descubiertos en el momento de incendiar la casa y por lo tanto los autores susceptibles de ser ejecutados en el acto. Si eran capturados vivos, se les sometía a juicio, normalmente se les declaraba fuera de la ley y eran sentenciados al destierro, aunque fuesen thrall (esclavos). El hecho de ignorar la condena, no les eximía de que fueran conscientes de su situación de procesados y el riesgo que ello conllevaba.
Parece ser que algunos vikingos islandeses consideraban el hús-brenna algo deshonroso, por lo tanto, como se constata cuando los enemigos de Gunnar Hámundarson atacaron su casa y no hubo consenso para quemarle en el interior, a pesar de que hubiera sido más rápido y menos costoso en vidas. Menos escrúpulos tuvieron los atacantes de Bergþórshvoll, cuando quemaron la hacienda de Njáll Þorgeirsson, con su esposa Bergþóra, y sus hijos Helgi y Skarphedin Njalsson, y su nieto Þórður Kárason, hijo de Kári Sölmundarson. Por este acontecimiento la saga de Njál también se conoce como la saga de la quema de Njál. Kári Sölmundarson logró escapar y más tarde protagonizaría una de las venganzas más cruentas de la literatura medieval nórdica.
La saga Eyrbyggja, que relata hechos de finales del siglo X, también contempla un acto de hús-brenna. Ulfar, un bóndi liberto, fue víctima de un ataque de thralls (esclavos) que habían sido enviados por su amo y rival, Þórólfur Björnsson. El hijo de Þórólfur, Arnkell Goði, capturó a los thralls en el mismo acto y los ejecutó al día siguiente. El rival de Arnkel, Snorri Goði, presentó el caso en el Althing para juzgarle por voluntad de su padre, argumentando que la matanza de esclavos no había sido legal.
La saga Sturlunga relata hechos acontecidos en el siglo XIII, durante la guerra civil islandesa. En 1253 se reporta Flugumýrarbrenna (o la quema de Flugumýr), un atentado contra la figura de Gissur Þorvaldsson por sus enemigos, que no tuvo éxito porque logró escapar, pero fallecieron todos los miembros de su familia. La quema de Flugumýr sigue el mismo patrón de la saga de Njál: el ataque contra la casa no se consuma, por lo que los atacantes tienen la idea de utilizar el fuego en contra de los sitiados. Según Lee M. Hollander, es posible que este acontecimiento inspirase al escritor de la quema de Njáll. No obstante, el episodio de la quema de Njál también aparece en Landnámabók y otras fuentes contemporáneas.

## Islas Órcadas
La saga Orkneyinga menciona que Frakokk Moddansdatter murió quemada en el interior de su hacienda por Sweyn Asleifsson, como venganza por la muerte de su padre Óláfr Hrólfsson.

## Escandinavia continental
En Noruega y Suecia, el hús-brenna aparece como un acto específico de reyes como protagonistas, durante guerras de sucesión como las Guerras Civiles Noruegas o durante los intentos de unificación y expansión del territorio. Tal es el caso de Harald I de Noruega y de Ingjald Illråde (en Suecia). La balada medieval sueca Stolt Herr Alf, Odín mismo aconsejó a un rey matar a uno de sus vasallos aplicando el hús-brenna.

### Suecia

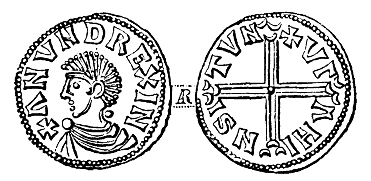
El rey Anund Jacobo era famoso por usar el hús-brenna hacia el, hasta el punto de ser apodado quemador de carbón.

En las sagas aparecen por lo menos tres reyes que usaron el hús-brenna para liquidar a sus oponentes. El semi-legendario Ingjald Illråde (quien posiblemente reinó en el siglo VII) usó hús-brenna por lo menos dos veces: primero durante una recepción a varios reyes vecinos con el fin de gobernar sus pequeños reinos y luego para matar a Granmar, el último rey independiente de Södermanland. El listado de reinados del Västgötalagen otorga al rey sueco del siglo XI Anund Jacobo (r. 1022 – c. 1050) el epíteto «quemador de carbón» por sus métodos. De Anund se dijo que era «generoso con la quema de las haciendas de los hombres».
Según la saga Orkneyinga y Hervarar saga ok Heiðreks, el rey exiliado Inge el Viejo recuperó el trono sueco usando hús-brenna contra su rival pagano Blot-Sven (c. 1087).
La piedra rúnica de Altuna (U 1161) relata que un padre y su hijo fueron quemados en el interior de su hogar.

### Noruega

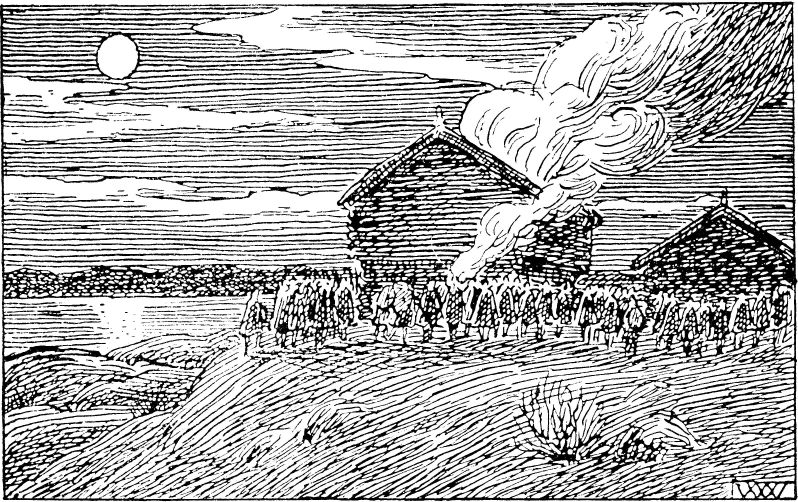
Erling Skakke quema la casa de un apoyo del pretendiente Sigurd Markusfostre, según la visión del artista Wilhelm Wetlesen (1899).

En Heimskringla, de Snorri Sturluson, aparecen muchas citas de hús-brenna usado en las trifulcas entre caudillos poderosos. El rey Harald de los cabellos hermosos, quien según la tradición unificó el reino de Noruega a finales del siglo IX, usaba a menudo hús-brenna como alternativa, y en otros casos en el campo de batalla. Uno de sus primeros actos fue la matanza, a fuego y espada, de cuatro reyes. Según el relato, eso permitió tomar el control sobre Hedmark, Ringerike, Gudbrandsdal, Hadeland, Thoten, Raumarike y todo el norte del reino de Vingulmark. Snorri también relata cómo fue utilizado el hús-brenna para acabar con la amenaza de matar a un rey rival, Vemund Vikingsson, en 866 [868] cuando una expedición armada convencional no era posible debido a la estacionalidad.
En contraste con las citas de la saga de Njál y la saga Sturlunga, cuando el asedio se complica, Heimskringla muestra los incendios provocados como una táctica de sorpresa aplicada tras un estudiado plan sobre el terreno. El caso más claro es el intento de Gregorius Dagsson de matar a Haakon Herdebrei, durante las Guerras Civiles Noruegas.
Hakon y Sigurd escaparon, pero muchos de sus partidarios fueron asesinados. Más tarde Gregorius regresó a su hogar en Konungahella. Poco después, cuando el rey Haakon y Sigurd fueron a la granja de Halldór Brynjólfsson en Vettaland, prendieron fuego a la casa y la quemaron. Halldórr salió de la casa, pero fue reducido a espada inmediatamente con sus hombres, más de veinte muertos. Sigrid, esposa de Halldór, era hermana de Gregorius, y se le permitió huir hacia el bosque solo acompañada de su camisón de dormir; y permitieron la salida de Amunde, hijo de Gyrd Amundason y de Gyrid, hija de Dag, y su sobrino, hijo de la hermana de Gregorius de unos cinco años.